# Shimokata Sadakiyo
Shimokata Sadakiyo (下方 貞清?; 1527 – 1606) è stato un samurai giapponese del periodo Sengoku, servitore de clan Oda.

## Biografia
Sadakiyo servì tre generazioni degli Oda: Nobuhide, Nobunaga e Nobuo. Divenne famoso come una delle "sette lance" durante la battaglia di Azukizaka (1542). Noto per la sua abilità con la lancia, si distinse anche nelle battaglie di Battaglie di Kaizu (1552) e Okehazama (1560) sotto Nobunaga. 
Dopo la morte di Nobunaga nel 1582, Sadakiyo servì Oda Nobuo e morì nel castello di Kiyosu più di venti anni dopo.